# Menachem Mendel Schneerson

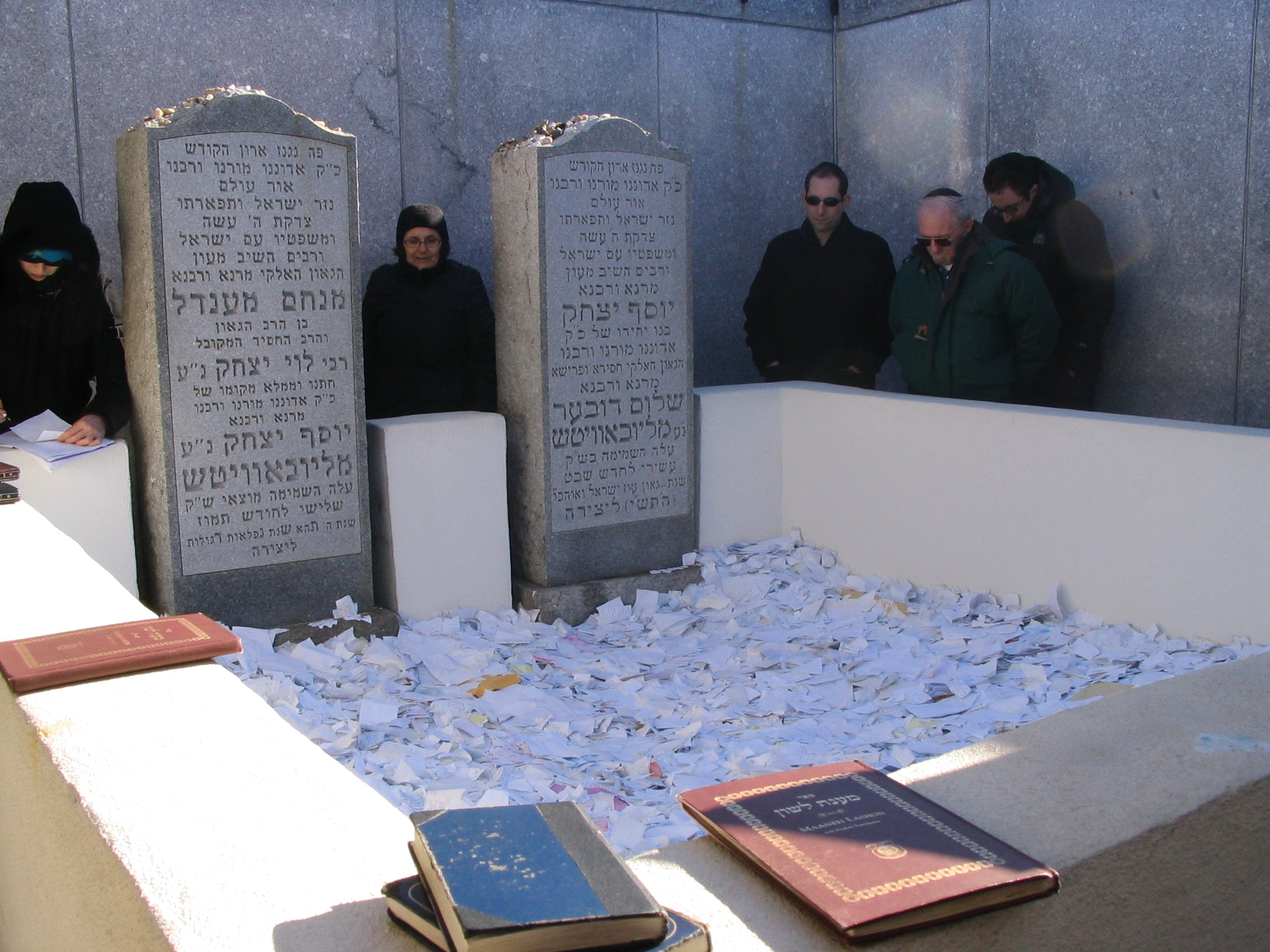
Ohel

El darrer Rebe de Lubavitx, Rabbi Menahem Mendel Schneerson, (Mikolaiv, Ucraïna, 18 abril de 1902 (11 de Nissan) - Brooklyn, Nova York, 12 juliol de 1994) setè líder de la dinastia jasídica de Habad Lubavitx. Conegut també com el Rebe, és apreciat per la seva aportació al desenvolupament i fortificació del judaisme posterior a l'Holocaust. Per als seus centenars de milers de seguidors, simpatitzants i admiradors arreu del món, el Rebe és una de les figures jueves més importants del segle xx, i el responsable de despertar la consciència del judaisme mundial.

## Primers anys
Fill del famós cabalista i erudit talmúdic, Rabí Yossef Yitzchak Schneerson i la Rabanit Jana Schneerson aristocràtica filla d'una prestigiosa família de rabins. És besnet i porta el nom del tercer Rebe de Habad, Rabí Menahem Mendel, el Tzemach Tzedek. Des de la infància va mostrar una prodigiosa agudesa mental. Quan va arribar al seu Bar mitsvà, va ser considerat un prodigi de la Torà. Va passar la seva adolescència immers en l'estudi de la Torà.
El Rebe va ser criat en una llar plena de dedicació abnegada a la causa jueva. El seu pare, era el rabí principal de Dnipropetrovsk va lluitar per defensar al poble jueu de la persecució comunista. Finalment el règim comunista el va jutjar i condemnar a anys d'exili en un remot poble a Kazakhstan. Va patir moltes penúries allà, i finalment va sucumbir a les malalties allà contretes. La seva mare, la Rabanit Jana (1880-1964), va acompanyar al seu marit durant aquest exili, i va demostrar un coratge llegendari. Entre altres coses, es va dedicar a fabricar tinta d'herbes que ajuntava als camps, perquè el rabí Levi Itzhak pogués continuar escrivint els seus comentaris de la Càbala, i altres temes de la Torà en els marges dels seus llibres. Aquests llibres van aconseguir sortir de l'URSS, i els comentaris críptics van ser publicats als EUA. Cada Sàbat, el rebe solia explicar al seu fill algun d'aquests comentaris. En una ocasió, quan tenia tot just nou anys, el petit Menahem Mendel va nedar valentament al mar Negre, per salvar la vida d'un nen que havia caigut de la coberta d'un vaixell ancorat.

## Estudis i casament
En 1928 va abandonar Rússia i va anar a Riga, Letònia, al costat del seu futur sogre el rabí Iosef Itzhak Schneerson. En 1929 el rabí Menahem Mendel es va casar amb la seva cosina, Chaya Mushka Schneerson, filla del sisè Rebe de Habad, el rabí Iosef Itzhak Schneerson, a Varsòvia.
Poc després del seu matrimoni, va marxar a Berlín, on es va lliurar a l'estudi de la Torà, i va assistir com a oient a la Universitat de Berlín, on va adquirir coneixements generals de matemàtiques i filosofia.
En 1933 es va traslladar a París, on va acabar els seus estudis d'enginyeria elèctrica, a l'escola especial d'obres públiques, construcció i indústria. En 1938, s'inscriu a la carrera de matemàtiques a la Universitat de La Sorbona. Els seus formidables coneixements de matemàtiques, Medicina i ciències, van ser desenvolupats en aquest període.

## Arribada als EUA
Dilluns 28 de Sivan de 5701 (23 de juny de 1941) el Rebe i la Rabanit van arribar als EUA. El dia assenyala el començament de nous i generalitzats esforços per reforçar i disseminar la Torà, i el judaisme en general, i els ensenyaments jasídics en particular, mitjançant l'establiment de tres organitzacions centrals del Moviment Lubavitx, sota el lideratge del Rebe: Merkos Leinionei Jinuj ("Organització Central Per l'Educació"), la casa editorial Kehot Publication Society, i Machane Israel, el departament de serveis socials. Poc després de la seva arribada el Rebe va començar a escriure les seves notes i comentaris sobre diversos tractats talmúdics, l'halacà, l'hassidisme i la Càbala, així també una àmplia gamma de respostes, i aclariments referents a temes de Torà. Amb la publicació d'aquestes obres, el seu geni i erudició aviat van ser reconeguts arreu del món.
El dia de l'educació als Estats Units, va ser fixat el 18 d'abril pel president Jimmy Carter, el 18 d'abril, és l'aniversari de naixement del Rebe.

## Lideratge

Rabí Menachem Mendel Schneerson, Rebe de Habad Lubavitx.

El 1950, en morir el seu sogre, Rabí Menajem M. Schneerson va assumir reluctant el lideratge del moviment Lubavitx. Aviat les institucions i activitats de Jabad Lubavitx van aconseguir una nova dimensió. La filosofia de Jabad Lubavitx va ser traslladada a l'acció, amb l'obertura de centres de Lubavitx i Beit Jabad en milers de ciutats, i més de 100 campus universitaris a tot el món.

## Malaltia i mort
La tarda del dilluns 27 d'Adar I, 5752 (2 de març de 1992), mentre pregava davant la tomba del seu sogre i predecessor, el Rebe va patir una hemiplegia que va paralitzar el seu costat dret, i va perdre la capacitat de parlar. Dos anys i tres mesos després, a primera hora del matí del 3 de Tammuz de 5754 (12 de juny de 1994) va morir.

## Ohel
L'Ohel és el lloc de repòs del Rebe de Lubavitx, el Rabí Menahem Mendel Schneerson, des del 3 de tammuz, amb el seu sogre, el sisè Lubavitcher Rebe, Rabí Iosef Itzjak Schneersohn. El terme "Ohel" (lit. "carpa") es refereix a l'estructura construïda sobre del lloc de repòs d'un tzadik, una persona justa i piadosa. Durant la seva vida, el Rebe va ser receptiu a les necessitats de cada individu, independentment de la seva formació, educació, o grau d'involucració religiosa. Tots els que es van aproximar al Rebe van percebre la seva penetrant visió quant a la seva condició personal particular, i van trobar consol en les seves paraules de benedicció i consell, plenes de comprensió. Milers de persones van a l'Ohel per demanar que el Rebe intercedeixi per ells, i per rebre inspiració, vitalitat i orientació. Quan no és possible apropar-se personalment, molts envien cartes (per correu postal, fax o correu electrònic) per a ser col·locades a l'Ohel.